# Pankow (stadsdel)
Pankow, uttalas [ˈpaŋkoː], är en stadsdel i stadsdelsområdet Pankow i Berlin i Tyskland. Namnet kommer av Panke, en mindre biflod till Spree.

## Sevärdheter
- Sovjetiskt krigsmonument
- Rathaus Pankow

## Kommunikationer
Pankow station är slutstation för Berlins tunnelbanas linje U2 samt trafikeras av tre olika linjer av Berlins pendeltåg. I stadsdelen finns även ett stort utbyggt spårvägsnät.

## Bildgalleri

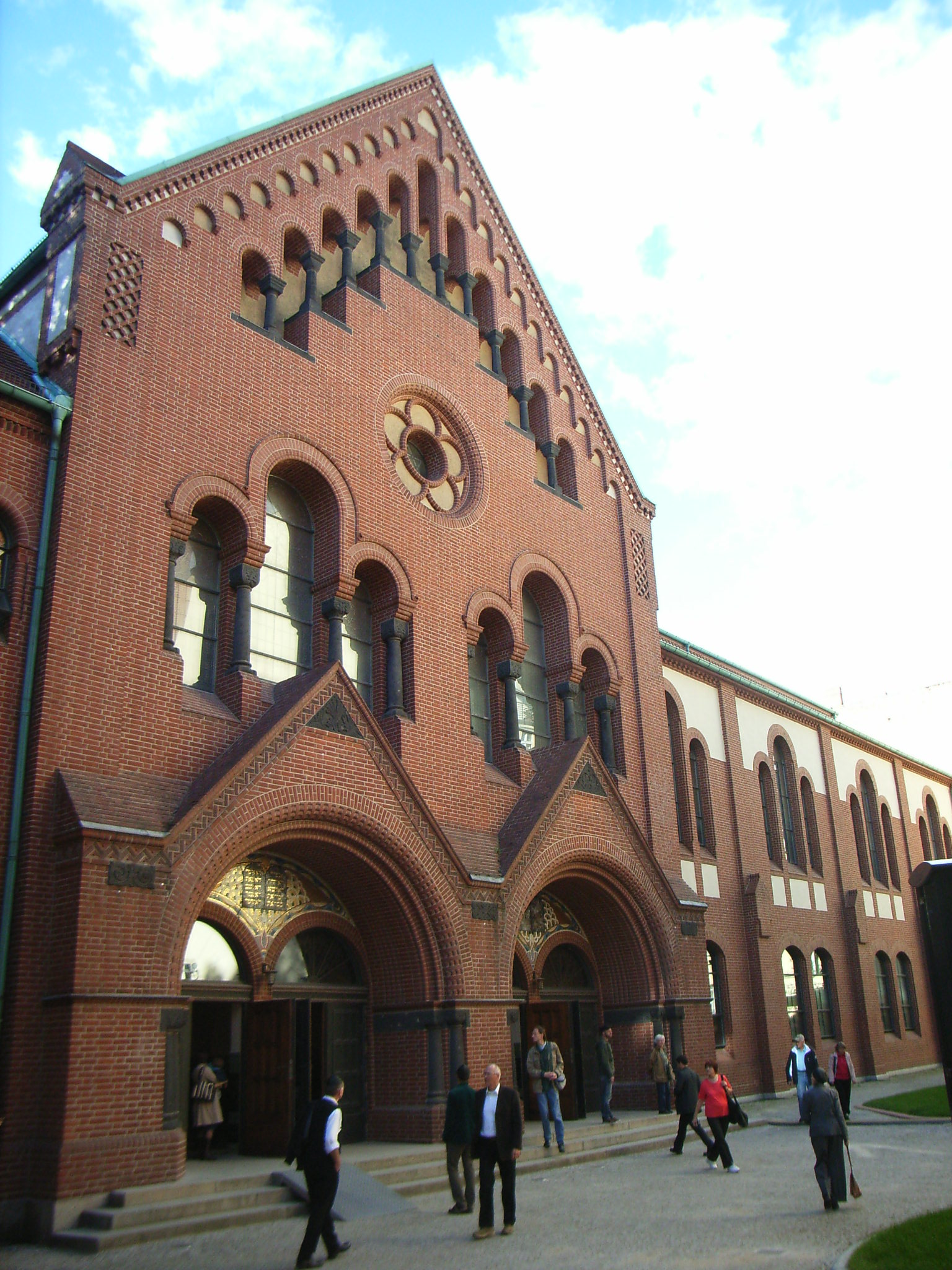
Rykestrasse Synagoge
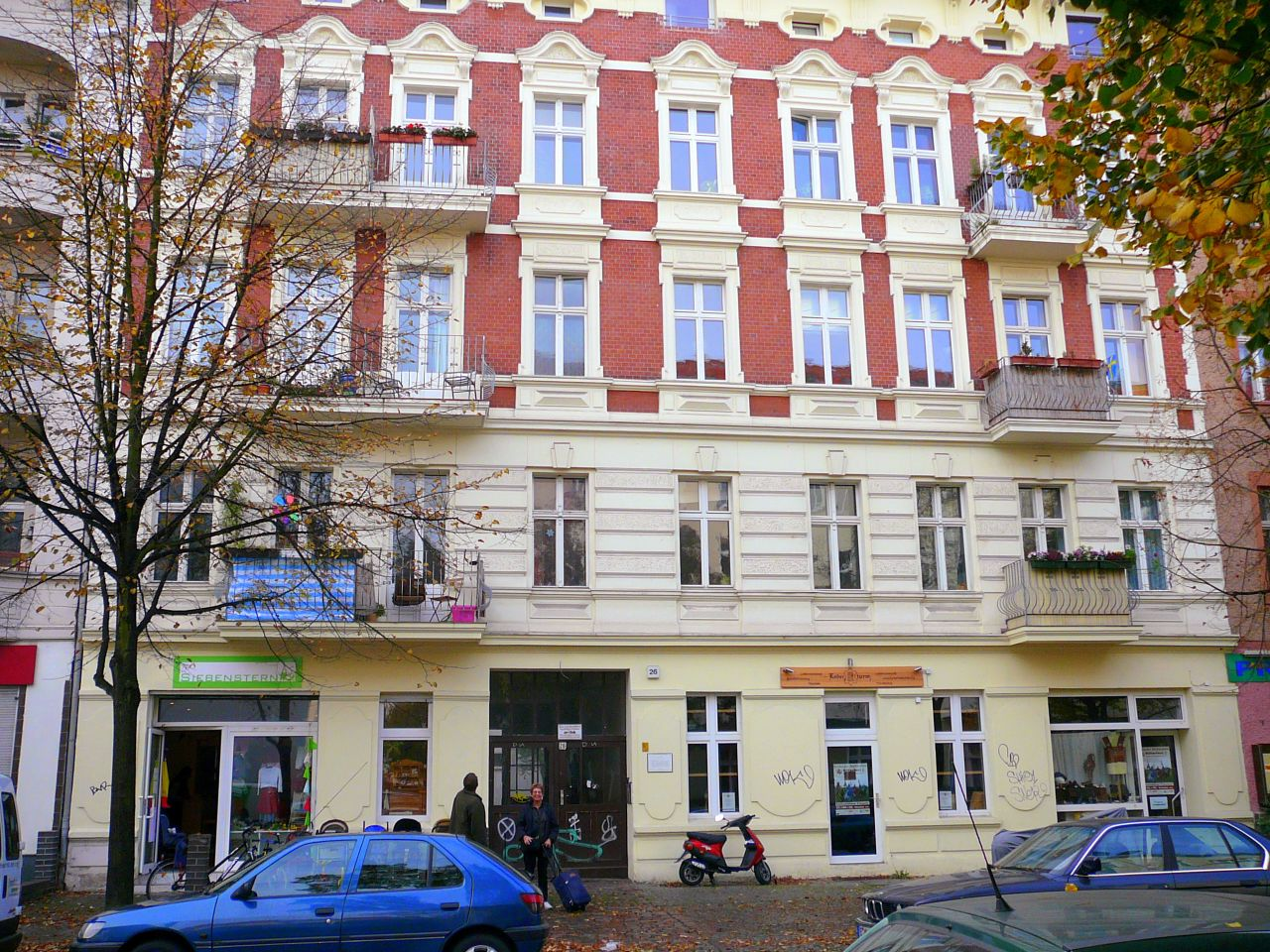
Hus på Florastrasse i Pankow
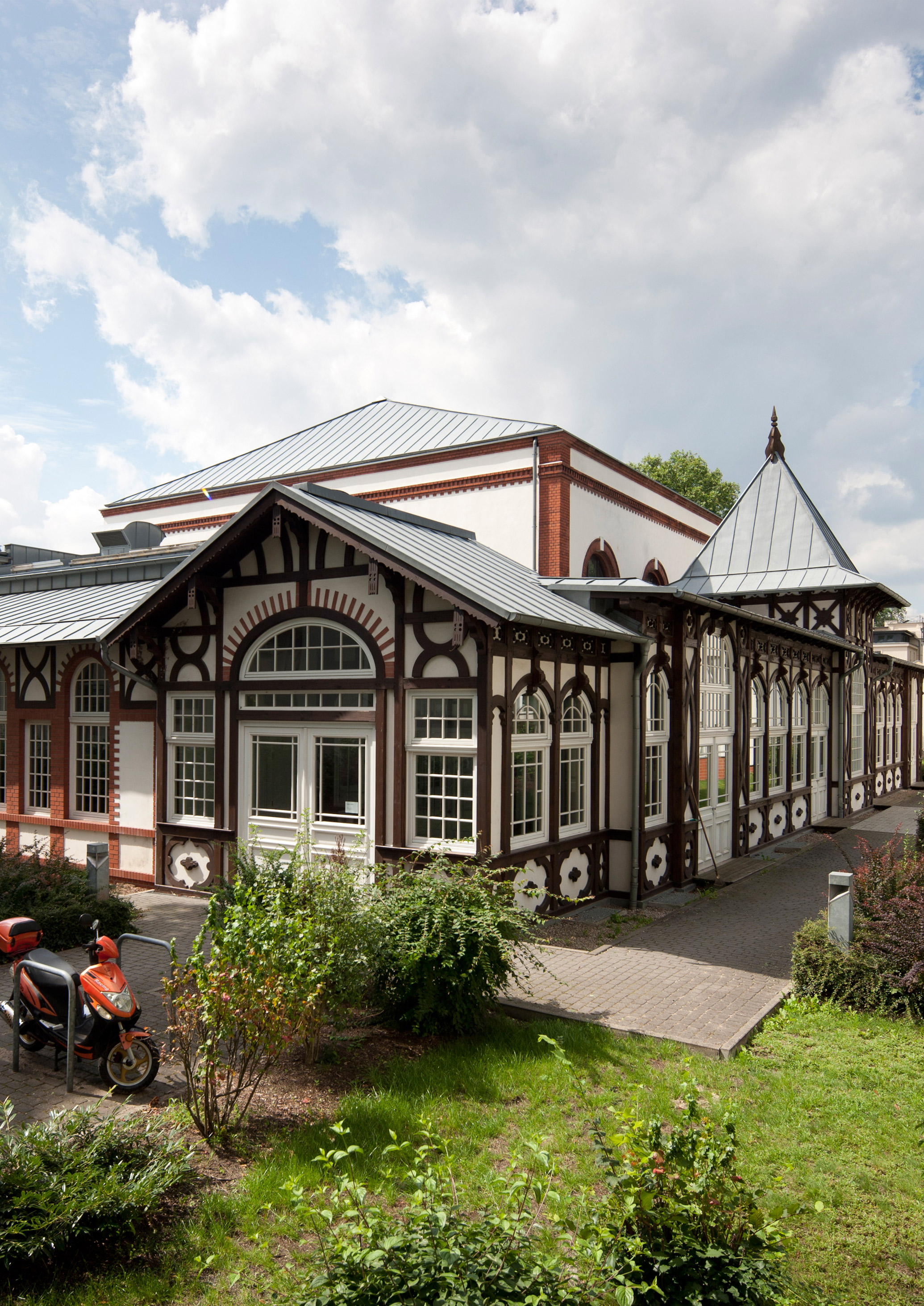
Ballhaus-Pankow på Grabbeallee